# Буди-Нові
Буди-Нові (пол. Budy Nowe) — село в Польщі, у гміні Ланента Кутновського повіту Лодзинського воєводства.
Населення — 67 осіб (2011).
У 1975-1998 роках село належало до Плоцького воєводства.

## Демографія
Демографічна структура станом на 31 березня 2011 року:
|          | Загалом | Допрацездатний вік | Працездатний вік | Постпрацездатний вік |
| -------- | ------- | ------------------ | ---------------- | -------------------- |
| Чоловіки | 27      | 10                 | 13               | 4                    |
| Жінки    | 40      | 13                 | 17               | 10                   |
| Разом    | 67      | 23                 | 30               | 14                   |